# سیامک ادهمی
سیامک ادهمی استاد دانشگاه پلرتون کالیفرنیا در رشته تاریخ آسیای مرکزی و زبان‌های ایرانی است. وی در پایان‌نامه دکترای خودش را با عنوان «به سوی بیوگرافی احمد دانش» نوشته و عمده‌ترین پژوهش‌هایش بر آسیای مرکزی متمرکز است.

## آثار
مقالات: 
- دربارهٔ زرتشتیان و معتزله، هفت آسمان، زمستان ۱۳۸۸ - شماره ۴۴

- "PAIRIKĀ" in Encyclopædia Iranica, http://www.iranicaonline.org/articles/pairika
- "ʿOLAMĀ-YE ESLĀM" in Encyclopædia Iranica, http://www.iranicaonline.org/articles/olama-ye-eslam
- S. Adhami, ed., Paitimāna: Essays in Iranian, Indo-European, and Indian Studies in Honor of Hanns-Peter Schmidt, Costa Mesa, Calif., 2003
- S. Adhami, “Some Remarks on ’Ulamā-yeIslām I: A Zoroastrian Polemic,” Studia Iranica 28/2, 1999, pp. 205-13.